# Erich Oetterli
Erich Oetterli (* 12. Mai 1958 in Thun) ist ein Schweizer Bildhauer und Restaurator.

## Leben und Werk
Erich Oetterli ist in Thun aufgewachsen, wo er die Schulen und eine Lehre als Steinbildhauer absolvierte. Als Restaurator hat er beispielsweise die Brunnenfigur des Berner  Gerechtigkeitsbrunnens restauriert, die 1986 vom Sockel gestossen und schwer beschädigt worden war. Als freier Künstler tritt Oetterli vor allem mit lebensgrossen Figuren von Menschen und Tieren an die Öffentlichkeit. Diese Figuren sind meist aus Armierungseisen konstruiert, was ihnen einen raumzeichnerischen Charakter verleiht. Für die Stadt Thun hat Oetterli die Trophäe des Thunpreises kreiert, die beispielsweise an Jean Ziegler vergeben wurde.
Oetterli war Mitglied der Künstlergruppe Projekt Querschnitt, der auch Franziska Maria Beck, Stefan Haenni, Edy Fink, Peter Wüthrich, Daniel Hausig, Lorenz Spring und Dominik Stauch angehörten. Die Gruppe bestand von 1989 bis 1992 und strebte eine internationale Ausstellungstätigkeit (Schweiz, Bundesrepublik Deutschland, DDR, UdSSR) an.
Oetterli lebt mit seiner Familie in Wimmis.

## Ausstellungen
- 1990: Querschnitt, Kinomuseum, Moskau
- 1991: Freiraum Helmkestrasse, Hannover
- 1991: Querschnitt, Junge Künstler aus dem Kanton Bern, Kunsthalle Erfurt
- 1992: Querschnitt ist tot, es lebe der Querschnitt, Kunstmuseum Thun